# Каваии-метал
Каваии-метал (также известный как идол-метал, милый метал или каваиикор) — музыкальный жанр, сочетающий элементы хэви-метала и J-pop, который впервые появился в Японии в начале 2010-х годов. Типичная композиция жанра каваии-метал включает в себя сочетание музыки жанров хэви-метала и J-pop с эстетикой японской идол-музыки. Темы песен жанра каваии-метал, в отличие от сопровождающей музыки, часто менее агрессивны, чем у других жанров метала, и посвящены темам, которые обычно встречаются в поп-музыке.
Японской женской идол-группе Babymetal часто приписывают создание и успех жанра каваии-метал. В дополнение к группе Babymetal, каваии-метал-группы, такие как LADYBABY, также привлекли внимание СМИ к исполнению песен этого жанра.

## История

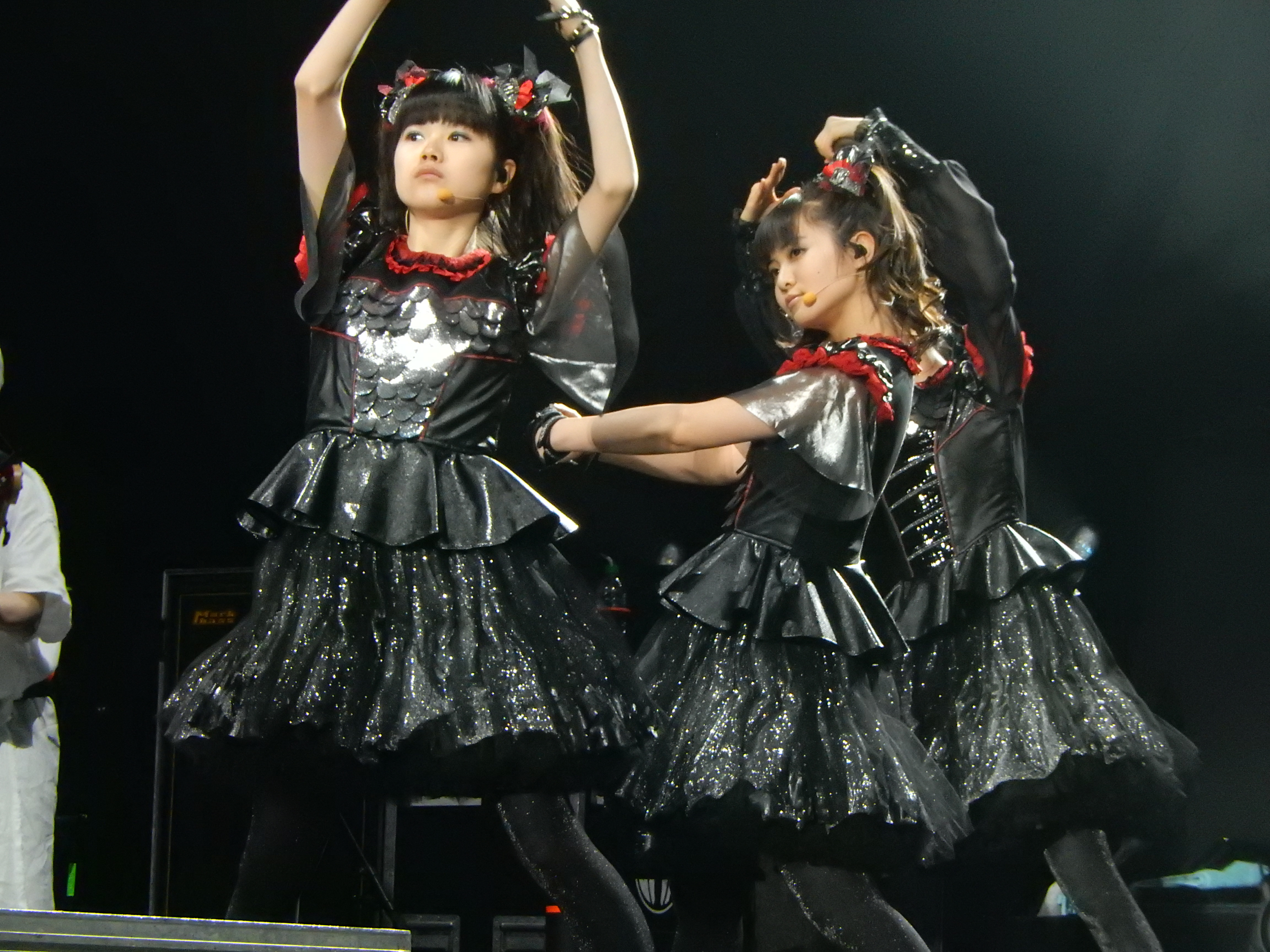
Группа Babymetal, которой часто приписывают создание жанра каваии-метал, выступающая на «O2 Арене» в Лондоне в 2016 году

Японская хэви-метал-идол-группа Babymetal считается изобретателям жанра каваии-метал. Анжелика Уоллингфорд из City Times высказала мнение, что одноименный дебютный альбом группы Babymetal стал пионером музыкального жанра каваии-метал. Уоллингфорд также определила жанр и альбом как «смесь различных жанров, включая поп, рок, хэви-метал, EDM, индустриальный и симфонический дэт-метал». Гость из The Independent считает, что жанр производное от J-pop и различных жанров экстремального металла, а именно: «спид-метала, пауэр-метала, блэк-метала и индастриал-метала». Обсуждая группу «BABYMETAL», Роб Нэш из «The Sydney Morning Herald» высказал мнение, что жанр состоит из «сладких поп-мелодий поверх трэш-метала». Нэш также полагает, что примером жанра служит песня «Awadama Fever» заявив, что она содержит "Гневную тяжёлую гитарную музыку и невероятно быстрые барабанные ритмы, в то время как девушки [BABYMETAL] поют о «пузырчатой лихорадке и жевательной резинке».

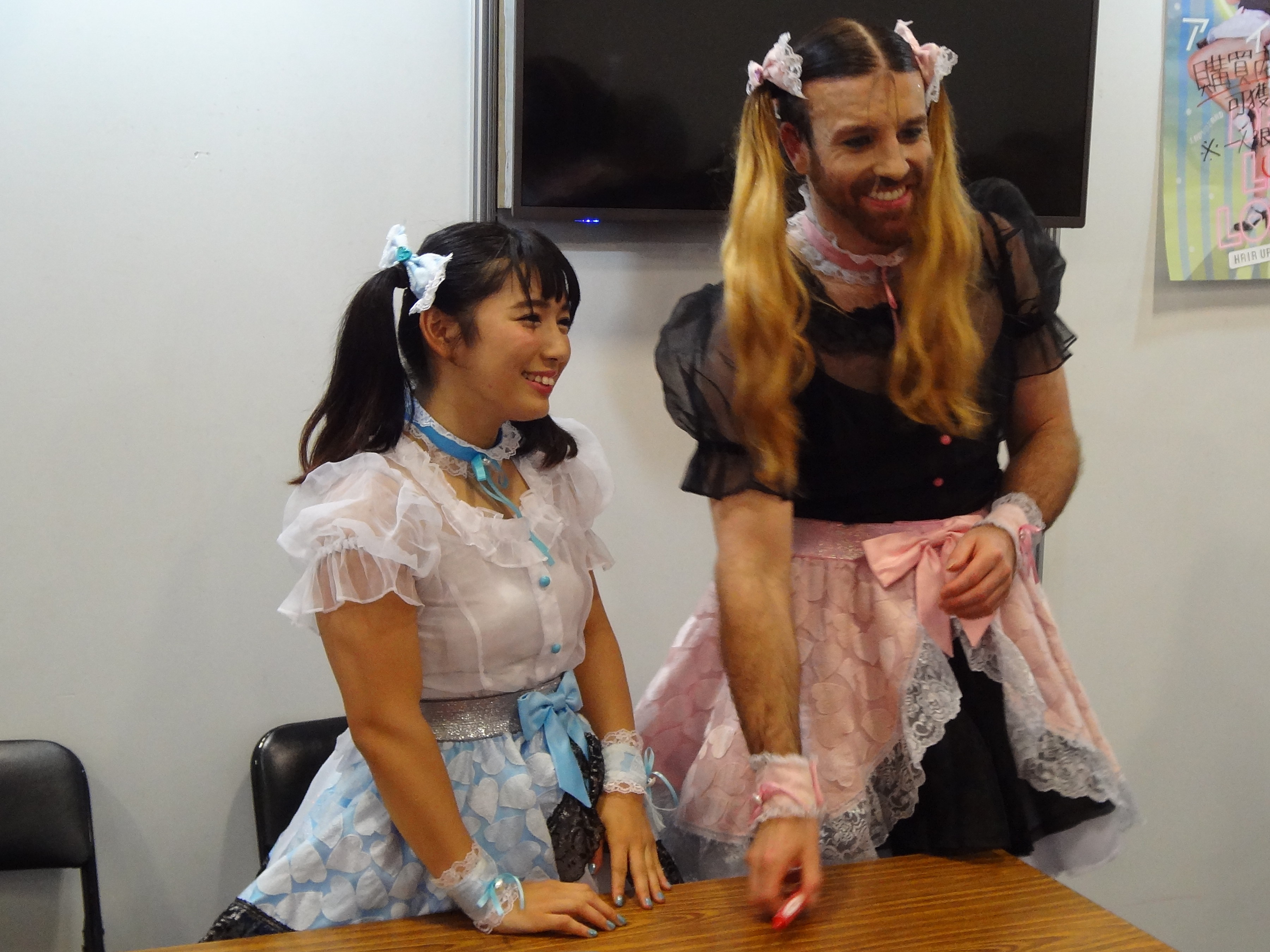
Каваии-метал-группа «Deadlift Lolita» (Ladybeard и Сайки, Рейка) в 2017 году

Обсуждая группы LADYBEARD и LADYBABY, Джейк Клиленд из The Sydney Morning Herald определил жанр как «сладкий поп с собственным гроулингом в стиле хэви-метала». Алекс Вайс из Paper определил жанр как «хард-рок со сладко-милыми поп-хуками». Вайс также использовал песни группы Babymetal «Karate» и «Road of Resistance» в качестве примеров, чтобы объяснить различную лирическую составляющую в каваии-метале и других жанрах экстремального металла, отметив, что песни жанра каваии-метал «предлагают точку зрения, которой часто не хватает в гипермаскулинной, агрессивной лирике, обычно присутствующей в большинстве хитов жанра метал». Феликс Клэй из Cracked.com также полагает, что у жанра менее агрессивная лирика, «в песнях часто поднимаются такие темы как котята, шоколад и веселье».

## Список каваии-метал-групп
| Группа          | Страна | Появилась | Примечания |
| --------------- | ------ | --------- | ---------- |
| Aldious         | Япония | 2008      | [ 12 ]     |
| BABYMETAL       | Япония | 2010      | [ 13 ]     |
| Band-Maid       | Япония | 2013      | [ 14 ]     |
| Dazzle Vision   | Япония | 2003      | [ 15 ]     |
| Deadlift Lolita | Япония | 2017      | [ 16 ]     |
| Doll$Boxx       | Япония | 2012      | [ 13 ]     |
| FRUITPOCHETTE   | Япония | 2012      | [ 17 ]     |
| IRONBUNNY       | Япония | 2019      | [ 18 ]     |
| Kamen Joshi     | Япония | 2013      | [ 19 ]     |
| LADYBABY        | Япония | 2013      | [ 13 ]     |
| Necronomidol    | Япония | 2014      | [ 20 ]     |
| PassCode        | Япония | 2013      | [ 21 ]     |
| Poppy           | США    | 2011      | [ 22 ]     |